# Max q
Max q is in de ruimtevaart het moment waarop de dynamische druk bij een opstijgende, versnellende draagraket maximaal is. De dynamische druk hangt samen met de versnelling en de luchtweerstand bij steeds toenemende snelheden bij een, naarmate de raket hoger komt, afnemende  luchtdruk. Tot het moment max q neemt de dynamische druk door de versnelling toe. Na max q neemt de dynamische druk af door de steeds dunner wordende atmosfeer.
Veel raketten nemen voor het bereiken van max q gas terug om te voorkomen dat de constructie van de raket het begeeft onder de dynamische druk. Vanaf max q wordt dan weer gas bijgegeven om sneller door te accelereren, wat beter is voor het effectieve brandstofverbruik. Bij de meeste orbitale raketten doet max q zich voor ergens tussen 60 en 80 seconden na de lancering, kort na het doorbreken van de geluidsbarrière. Bij raketten die extreem snel accelereren (zoals Minotaurs) is dat eerder.
Het bereiken van max q wordt vooral tijdens testvluchten gezien als een belangrijke mijlpaal; het is dan aangetoond dat de constructie van de raket over voldoende stevigheid beschikt.
Ook bij terugkeer van ruimtevaartuigen in de atmosfeer doet zich gedurende de decelerate een moment max q voor. De term max q kan ook bij andere voertuigen worden gebruikt die aan dynamische druk onderhevig zijn, zoals vliegtuigen maar hoeft niet zo momentaan te zijn als bij een raketlancering. In dat geval duidt max q op de maximale dynamische druk die het voertuig aan kan.